# Менгерингхаузен

Герб Mengeringhausen

Менгерингхаузен (нем.  Mengeringhausen) — район города Бад-Арользен, в Вальдек-Франкенберг (район), в Гессен. Население 3  800 жителей . 
Первая историческая заметка, как о городе ('Stadt Mengeringhausen'), происходит с 1234 года. Город принадлежал к княжеству Вальдек (нем.  Waldeck).
Родился здесь Филип Николай (1556—1608), лютеранский теолог и писатель.
В 1974 году, в результате административной реформы, Менгерингхаузен был присоединён к городу Бад-Арользен.

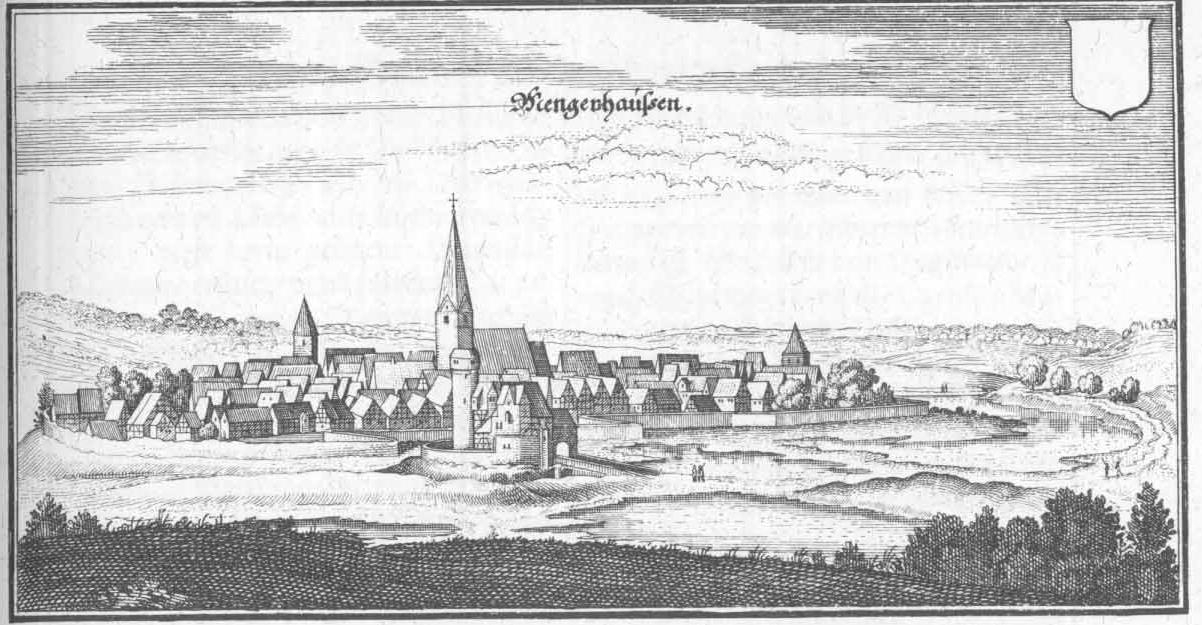
Менгерингхаузен в 1655